# Grus nigricollis
La gru dal collo nero (Grus nigricollis Przhevalsky, 1876), conosciuta anche come gru tibetana,  è un uccello della famiglia Gruidae.

## Descrizione
È una gru di medie dimensioni, lunga fino a 139 cm, dall'apertura alare di 235 cm e dal peso di 5,5 kg. È una gru grigio-biancastra con la testa nera, la sommità del capo rossa, la parte superiore del collo e le zampe nere, e una macchia bianca dietro l'occhio. Ha le primarie e le secondarie nere. Entrambi i sessi sono simili.

## Distribuzione e habitat
La gru dal collo nero è diffusa in Cina, India, Bhutan e Vietnam. Nidifica sull'altopiano tibetano e, in piccolo numero, sull'adiacente Ladakh, in India. Ha sei aree di svernamento, la maggior parte delle quali in Cina, ad altitudini più basse, specialmente sul lago Caohai, ma sverna anche in  Bhutan. In India, la gru nidifica presso i laghi alpini del Ladakh, come lo Tso Kar. La gru dal collo nero è una delle creature più spirituali per i popoli dell'area ed è rappresentata insieme a molti dei nei monasteri della regione.

## Conservazione
La popolazione stimata della specie è di 5600-6000 individui. La minaccia maggiore per la sua sopravvivenza deriva dalla bonifica delle zone di riproduzione per fare posto alle coltivazioni. Anche l'apertura al turismo della valle del Ladakh ha influito negli ultimi anni sulle popolazioni di questa gru. È protetta legalmente in Cina, India e Bhutan.
La gru dal collo nero viene classificata come Prossimo alla minaccia dall'IUCN. La CITES la protegge nelle Appendici I e II.